# Баженов, Николай Николаевич
Никола́й Никола́евич Баже́нов (1857—1923) — русский психиатр, профессор; организатор системы психиатрического патронажа.

## Биография
Происходил из дворянского рода Баженовых. Источники дают различную информацию об отце: от штабс-капитана жандармского полка до генерала.
В 1881 году окончил медицинский факультет Московского университета со степенью лекаря и золотой медалью за работу «Клиническое исследование о лихорадочных состояниях». В студенческие годы особое влияние на Баженова оказали М. П. Черинов, преподававший историю медицины, общую терапию и диагностику, и А. Я Кожевников, читавший курс нервных и душевных болезней.
После окончания университета Баженов служил сверхштатным ординатором Преображенской психиатрической больницы в Москве; одновременно работал в Сокольниках врачом частной больницы М. Ф. Беккер, которой заведовал С. С. Корсаков.
С мая 1883 года по март 1885 года был за границей; стажировался в клиниках и лабораториях Берлина и Вены. Больше года провёл в Париже у Ж.-М. Шарко и Ж.-Ж.-В. Маньяна. Также работал у Т. Мейнерта и Г. Нотнагеля. Познакомился со многими русскими эмигрантами (П. Л. Лавров, И. Е. Деникери др.). В Париже был посвящён (1884) в масонство в ложе «Соединённых друзей».
Был арестован в Москве 1 апреля 1886 года; при обыске у него в Рязани найдены экземпляры газеты «Народная воля» и обширная переписка с жившими в Париже эмигрантами. В мае 1886 года был освобождён, но остался под гласным надзором полиции без возможности поступить на государственную службу и преподавать в университетах. В ноябре 1887 года ходатайствовал о разрешении выехать с научной целью за границу; 5 декабря освобождён от надзора гласного с подчинением негласному, от которого освобождён в январе 1889 года. В том же году ему было разрешено жительство в столицах.
В 1886—1889 годах был директором организованной им рязанской земской психиатрической больницы, где одним из первых в России ввёл систему «нестеснения», значительно облегчив близкий к тюремному режим содержания душевно-больных. Впервые в России (1886—1887) Баженов ввёл систему семейного призрения больных, поместив их в крестьянские семьи.
В 1894 году защитил в Харьковском университете докторскую диссертацию: «К вопросу о значении аутоинтоксикаций в патогенезе некоторых нервных симптомо-комплексов». 1894—1896 годах работал главным врачом Петербургской психиатрической больницы на станции «Удельная» (больница Святого Пантелеймона), читал курс в Петербургском университете и Военно-юридической академии. В 1898—1901 годах возглавлял психиатрическую организацию в Воронежском губернском земстве, был главой Воронежского медицинского общества. С 1900 года был профессором Брюссельского вольного университета и Парижского института психофизиологии. В 1901 году принимал участие в организации Русской высшей школы общественных наук в Париже и заведовал в ней кафедрой общей криминалистики.
В 1895, 1898, 1900 и 1901 годах допущение его в число приват-доцентов Московского университета признавалось нежелательным; только с 1902 года он — приват-доцент университета по кафедре нервных и душевных болезней.

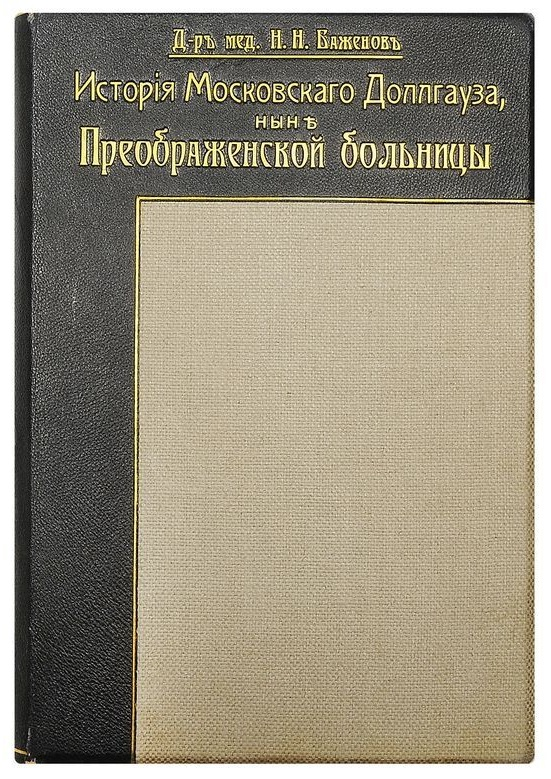
Книга Баженова, изданная к 100-летию Преображенской больницы в 1909 году

В 1904 году назначен главным врачом Преображенской психиатрической больницы в Москве, в которой заменил надзирателей — врачами-интернами, а санитаров — сёстрами милосердия; расширил больницу, построив новый корпус.
В 1905 году возглавил психиатрическую лечебницу М. Ф. Беккер. В 1906 году в Воскресенске ввёл семейный психиатрический патронаж.
Основал и в 1906—1916 годах возглавлял кафедру психиатрии Московских высших женских курсов.
В 1906 году вступил в Конституционно-демократическую партию. Во время вооружённого восстания в Москве Баженов укрывал революционеров, в частной лечебнице М. Ф. Беккер, предоставлял помещения для собраний большевиков; в числе других, в лечебнице бывал В. И. Ленин.
Один из инициаторов восстановления масонства в России. На его квартире 28 ноября 1906 года в Москве была основана масонская ложа «Возрождение», досточтимым мастером которой он стал со дня основания. Был также членом ложи «Полярная звезда» в Петербурге. Председатель капитула 18-й степени Древнего и принятого шотландского устава.
В 1911 году в знак протеста против реакционной политики правительства оставил должность приват-доцента Московского университета и выступил с открытым письмом против действий министра просвещения Л. А. Кассо. В этом же году он выступил с первым тщательно разработанным «Проектом законодательства о душевнобольных» и организовал в Москве Пятый Международный Конгресс по призрению и лечению психически больных.
В период 1911—1916 годов Н. Н. Баженов был первым председателем Русского союза невропатологов и психиатров.
В 1914 году, совместно с коллегами, основал в Москве Донскую психоневрологическую лечебницу (ныне — Специализированная клиническая больница № 8 имени З. П. Соловьёва); под Парижем (совместно с Мари) — психиатрический санаторий.
В 1915 году был назначен уполномоченным Красного Креста по призрению психически больных воинов на Кавказе.
В 1916 году выехал во Францию для оказания помощи солдатам русского экспедиционного корпуса. Руководил работами по психиатрии. Несколько позже стал главным уполномоченным российского Красного Креста во Франции. За работу в области психиатрии и психиатрического законодательства был награждён орденом Почётного легиона. В Россию вернулся, тяжело заболев в Бельгии, лишь в конце марта 1923 года. Скончался 2 апреля 1923 года в Донской лечебнице, которую сам и организовал.
Н. Н. Баженов — автор более 100 работ, среди которых: «Основы учения о лихорадке» (1883), «Юбилейный год в психиатрии» (1903), «Психиатрические беседы на литературные и общественные темы» (1903), «Психология и политика» (1906), «История Московского Доллгауза» (1909), «Проект законодательства о душевнобольных и объяснительная записка к нему» (1911), «Внушение и его пределы» (1911; совместно с Н. Е. Осиповым), «О значении стихийных бедствий в этиологии некоторых нервных и психических заболеваний» (1914). В работе «Психология казнимых» он протестовал против введения смертной казни.
Показательно мнение о Баженове А. А. Борового:

Баженов имел успех и успех значительный во всем: в учёно-педагогической деятельности, во врачебной практике, в общественных выступлениях и даже в галантных похождениях.

Это — не удивительно. Баженов был человек большого ума и большого опыта, скептик ренановского склада, знал меру всем вещам, великолепно постигал людей. <…> Баженов был не только умным, но и весьма культурным и широко просвещенным человеком. Кроме музыки, кажется, он интересовался решительно всем.

Он страстно любил литературу и хорошо знал ее. Французскую же литературу, благодаря многолетнему пребыванию во Франции и систематическим посещениям ее, знал лучше русской, был посвящен в ее кулисы, ее интимнейшие стороны. По-французски он говорил как немногие из русских.

Он любил путешествовать, великолепно знал Европу, побывал во французской Африке. Путешествовал он не как турист-эстет, а как добросовестный исследователь. <…>

Его страстью был драматический театр. Артисты были его первые друзья. Вечера его были всегда точно смотр театральных сил Москвы. В его театральной иерархии первое место занимал Малый театр. Его премьер он не пропускал.

Он любил свою науку. Он был слишком «занят», чтобы стать большим ученым, на что у него было довольно дарований <…>

Он «обожал» женщин — нёс им бесконечные жертвы временем, здоровьем и… карманом.

Он жил широко. Практика ему давала большие деньги. Его консультации оплачивались «сотенными». В его доме жили пациенты-пансионеры, платившие ему бешеные деньги.

Одно время он занимал огромный дом в саду (на Божедомке), в котором находилась и его психиатрическая лечебница. Кроме гигантского кабинета с библиотекой и сувенирами — учеными, дружескими, любовными, — дом был омеблирован очень просто, а обширный зал был почти пустым. Но нужно было видеть этот дом в дни фестивалей, когда в нем собиралось до сотни человек — тузов всех поприщ …
— Боровой А. А. Моя жизнь (фрагменты воспоминаний) // Московский журнал. — 2010. — № 10. — С. 26—27. — ISSN 0868-7110.